# Uničenje Sodome in Gomore
Uničenje Sodome in Gomore je slika angleškega slikarja Johna Martina iz leta 1852.
Slika prikazuje svetopisemsko zgodbo o uničenju obeh mest Sodome in Gomore, ki je bila Božja kazen obema mestoma zaradi nemoralnega vedenja. Rešeni so bili samo Lot in njegove hčere. Lotova žena ni upoštevala božjega navodila, naj se ne ozira nazaj in postala je steber soli. Ognjeno rdeča barva je značilna za dramatične prizore uničenja Johna Martina. Vihar v nebesih je bil pogosta značilnost njegovih slik.

## Opis
Velikost je 136,3 x 212,3 cm. Hranijo jo v zbirki umetniške galerije Laing v Newcastlu na Tynu..

## Apokaliptične teme
Številne druge Martinove slike vsebujejo apokaliptične teme, med drugimi: Padec Babilona (Fall of Babylon) (1831), Padec Niniv (The Fall of Nineveh), Božje maščevanje (Divine vengeance), Pandemonium (1841) in Predvečer potopa (The Eve of the Deluge ) (1840). 
- Padec Babilona, 1831
- Syndfloden, 1834, Yale Center for British Art
- Predvečer potopa, 1840, zbirka v Windsor Castle
- Pandemonium, 1841, Louvre

## Artist
Mnogi so na Martina gledali, ko je živel, kot na velikega britanskega umetnika, ki ga je prekašal le starejši sodobni kolega J. M. W. Turner, s katerim se je potegoval za priznanje. Toda ugled Johna Martina se je po njegovi smrti zmanjšal.